# Slaves of New York
Slaves of New York is een Amerikaanse dramafilm uit 1989 onder regie van James Ivory.

## Verhaal
Eleanor wil graag modeontwerpster worden. Ze heeft kennis aan Stash, een onbekende artiest die haar bedriegt en slecht behandelt. Eleanor gaat uiteindelijk bij hem weg en breekt daarna door in de wereld van de mode.

## Rolverdeling
| Acteur              | Personage         |
| ------------------- | ----------------- |
| Bernadette Peters   | Eleanor           |
| Chris Sarandon      | Victor Okrent     |
| Mary Beth Hurt      | Ginger Booth      |
| Madeleine Potter    | Daria             |
| Adam Coleman Howard | Stash             |
| Jsu Garcia          | Marley            |
| Charles McCaughan   | Sherman           |
| John Harkins        | Chuck Dade Dolger |
| Mercedes Ruehl      | Samantha          |
| Joe Leeway          | Jonny Jalouse     |
| Anna Katarina       | Mooshka           |
| Bruce Peter Young   | Mikell            |
| Michael Schoeffling | Jan               |
| Steve Buscemi       | Wilfredo          |
| Jonas Abry          | Mickey            |